# Златарский, Георгий
Георгий Николов Златарский (болг. Георги Николов Златарски; 25 января 1854, Тырново — 9 августа 1909, там же) — болгарский геолог, пионер геологии в Болгарии, член Болгарского книжного общества и иностранных академий наук.

## Биография
Второй из четырёх сыновей учителя Николы Златарчето, видного деятеля просветительского и церковно-национального движения. В семье также родились братья Александр (экономист), Васил (историк) и Стефан (офицер). Окончил гимназию в родном городе Тырново, учился в Имперском лицее Загреба и в Стамбуле. Окончил Загребский университет по специальности «естественные науки» в 1880 году, с июня 1880 года занял должность минералога-геолога при Министерстве финансов Болгарии, с 1890 года — начальник по горным и геологическим снимкам при министерстве, с 1893 года — директор геологического отдела Министерства торговли и земледелия. Работал в Австрии и Англии, поддерживал дружеские отношения с учениками Францем Тулой и Константином Иричекеом.
Златарский преподавал в Софийском университете и был деканом физико-математического факультета в 1903—1904 годах. Ранее он дважды избирался на пост ректора — в 1897—1898 годах и 1901—1902 годах. Он преподавал такие дисциплины, как «Общая геология», «Историческая геология», «Геология Болгарии», «Палеонтология беспозвоночных животных», «Физиографическая и динамическая геология», «Геотектоника и стратиграфическая геология», «Палеозоология», «Введение в изучение геологической и динамической геологии».